# Lăng mộ của gia đình Andrássy ở Krásnohorské Podhradie
Lăng mộ của gia đình Andrássy ở Krásnohorské Podhradie (tiếng Slovakia: Mauzóleum Andrássyovcov v Krásnohorskom Podhradí) là một di tích được thiết kế theo trường phái Tân nghệ thuật độc đáo, tọa lạc ở làng Krásnohorské Podhradie, vùng Košice, Slovakia. Vào ngày 6 tháng 5 năm 1963, công trình kiến trúc này được ghi danh vào Danh sách Di tích Trung ương theo quyết định của Bộ Văn hóa Cộng hòa Slovakia.

## Lịch sử
Lăng mộ của gia đình Andrássy ở Krásnohorské Podhradie được xây dựng trong hai năm 1903 và 1904, cụ thể là bắt đầu vào tháng 3 năm 1903 và kết thúc vào ngày 26 tháng 10 năm 1904. Không giống như hầu hết các di tích được thiết kế theo trường phái Tân nghệ thuật khác ở Slovakia, công trình kiến trúc này là tác phẩm của một nhóm nghệ sĩ Munich chứ không phải của các đại diện Vienna-Budapest thịnh hành lúc bấy giờ. Đề án xây dựng lăng mộ được vạch ra bởi Richard Berndl, một giáo sư tại Trường Nghệ thuật và Công nghiệp Munich, lúc bấy giờ mới 28 tuổi. Công việc xây dựng do Karol Schmucker chỉ đạo. Tác giả của các tác phẩm điêu khắc bên ngoài và bên trong lăng mộ là nhà điêu khắc Max Frick. Các bức tranh và trang trí khảm do Karol Throll thiết kế. Những người sáng tạo công trình này đã lấy cảm hứng từ lăng mộ của vị vua Theodorich thời kỳ đồ đá cũ ở Ravenna, Ý.